# Тектонічні озера

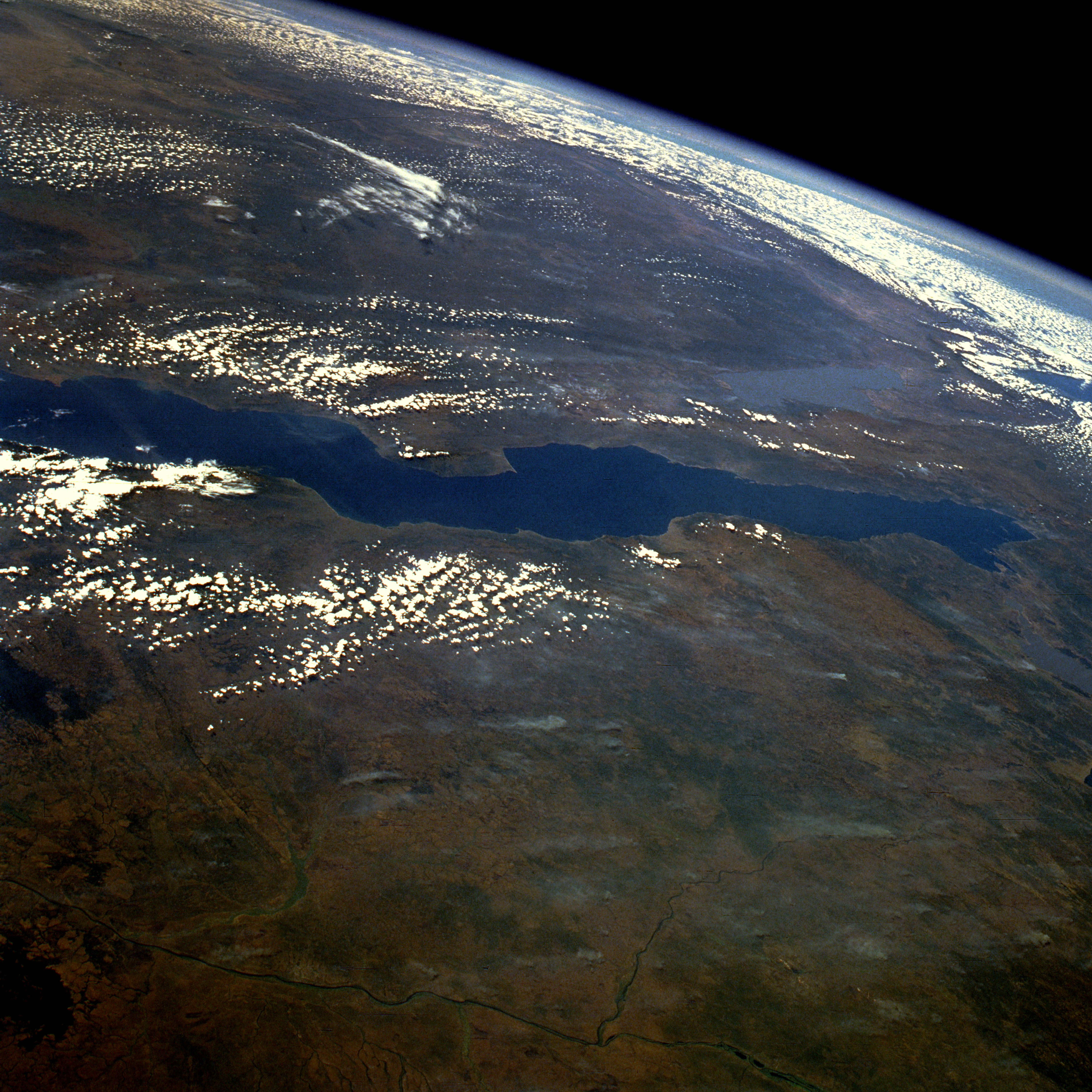
Озеро Танганьїка.

Тектонічні озера (англ. tectonic lakes, laces of tectonic origin; нім. tektonische Seen m pl, Seen m pl der tektonischen Becken) – водойми, улоговини яких створені тектонічними процесами. 

## Загальний опис
До Т.о. належать озера ґрабенів, напр., о. Байкал, Танганьїка, Ньяса та ін. (див. рифтове озеро), синклінальних прогинів (мульд), озера, утворені в результаті перетину русла ріки антиклінальною складкою, яка здіймається поперек річкової долини, або піднятим крилом скиду (насуву).
Тектонічні озера – це найбільші та найглибші озера на Землі. Найбільшим таким озером на планеті є Каспійське море.
Воно в 4 рази більше за Біле море, майже в 3 рази – за Адріатичне море та вдвічі – за Егейське море. 
Найглибшими озерами на планеті є Байкал і Танганьїка – вони значно глибші аніж такі моря, як Баренцове, Карське та Східно-Сибірське.
Зі Східно-Африканським грабеном (грандіозним розломом земної кори) – пов’язана система великих африканських озер: Рудольф, Альберт, Едуард, Танганьїка і Ньяса. 
На місці велетенських скидів утворились западини Великих Озер (Канада, США) – Верхнє, Гурон, Мічиган, Ері та
Онтаріо. До тектонічних розломів приурочені численні озера Скандинавії, Фінляндії та Російської Федерації: Венерн,
Веттерн, Меларен, Імандра, Умбозеро, Ловозеро та Ковдозеро. У міжгірських прогинах знаходяться гірські озера
Іссик-Куль, Телецьке та Каракуль.